# 南後谷 (八潮市)
南後谷（みなみうしろや）は、埼玉県八潮市の大字。郵便番号は340-0831。

## 地理
埼玉県の東部地域で、八潮市北西部の沖積平野に位置する。地区の西側を綾瀬川が南北に流れている。鉄道利用は草加市にある東武伊勢崎線（東武スカイツリーライン）草加駅が約1〜1.5 km程度であり、市内にある首都圏新都市鉄道つくばエクスプレスの八潮駅（約2.5〜4 km）に比べ近い。
東は緑町、柳之宮、草加市稲荷、西は草加市稲荷、草加市手代、南は柳之宮、北は草加市稲荷と隣接している。地内は河川区域を除く区域が市街化区域に指定され、北部は草加工業団地が近く、工場が多く立地する。

### 地価
住宅地の地価は2023年（令和5年）1月1日の公示地価によれば大字南後谷字屋敷719番地21の地点で12万2,000円/m2となっている。

## 由来
八條郷（八條谷（はちじょうがい））の湿地の後背の郡境に位置していたことに因むと言われている。旧八條領（現在の越谷市大相模地区近辺から八潮市南部にかけての区域に相当）内に前谷（越谷市蒲生）の名称が見られるため、郷の前後の位置を表す地名とみられている。

## 歴史
もとは江戸期より存在した武蔵国埼玉郡八条領に属する後谷村であった。浮塚村のうちに当村の持添新田があったが、のちに浮塚村の一部となったと云う。

### 沿革
- はじめは幕府領、1670年（寛文10年）より知行は旗本土井氏となるが、1682年（天和2年）より再び幕府領となり[8]、幕末に至る。なお、検地は1684年（貞享元年）に実施[8]。持添新田があり、その検地は1752年（宝暦2年）・および1753年（宝暦3年）に実施[8]。
- 1868年（慶応4年）6月19日 - 幕府領が武蔵知県事・山田政則（忍藩士）の管轄となる。
- 1869年（明治2年）1月13日 - 武蔵知県事・河瀬秀治の管轄区域に小菅県を設置、小菅県の管轄となる。県庁は葛飾郡小菅村に置かれる。
- 1871年（明治4年）11月14日 - 太政官布告第594号により小菅県を廃止。埼玉県の管轄となる。
- 1872年（明治5年） - 大区小区制施行により第1区に属す。
- 1871年（明治12年）郡区町村編制法により成立した南埼玉郡に属す。郡役所は岩槻町に設置。それに伴い、郡内に同名の村が所在（現在の越谷市北後谷）したことから南を冠称し、南後谷村に改称する。
- 1889年（明治22年）4月1日 - 町村制施行に伴ない、南埼玉郡上馬場村、中馬場村、大原村、大曽根村、西袋村、柳之宮村、浮塚村と合併し、八幡村が成立、南後谷村は八幡村の大字南後谷となる。
- 1956年（昭和31年）9月28日 - 八條村、潮止村と合併し、南埼玉郡八潮村が成立。八潮村の大字となる。
- 1964年（昭和39年）10月1日 - 町制施行により、南埼玉郡八潮町の大字となる。
- 1972年（昭和47年）1月15日 - 市制施行により、八潮市の大字となる。
- 1989年（平成元年）6月 - 地内に八潮市立資料館が建設され、竣工された。なお、同年11月23日に開館する。
- 1998年（平成10年）11月21日 - 稲荷伊草第一土地区画整理事業の完成に伴い町名および地番が変更され、事業区域内にあった地区の一部（字東、字屋敷、字天神耕地、字下根通）が八潮市緑町五丁目となる。

## 世帯数と人口
2020年（令和2年）11月1日現在の世帯数と人口は以下の通りである。
| 大字   | 世帯数    | 人口    |
| ------ | --------- | ------- |
| 南後谷 | 1,849世帯 | 3,871人 |

## 小・中学校の学区
市立小・中学校に通う場合、学区は以下の通りとなる。
| 番地                                                  | 小学校               |
| ----------------------------------------------------- | -------------------- |
| 1〜546、596〜653、657、659〜858、862〜972、1421〜2138 | 八潮市立柳之宮小学校 |
| 番地                                                  | 中学校               |
| 1〜546、596〜653、657、659〜858、862〜972、1421〜2138 | 八潮市立八幡中学校   |

## 交通
地内に鉄道は敷設されていない。最寄り駅は東武伊勢崎線（東武スカイツリーライン）草加駅であるが、大字南後谷字屋敷719番21の地点よりおよそ1.4 km離れている。

### 道路
- 埼玉県道115号越谷八潮線
- 埼玉県道327号草加八潮三郷線
- 神明稲荷通り
- 資料館タブノキ通り

## 施設
- 八潮市立資料館
- 南後谷集会所 - 後谷八幡神社の境内に立地
- 南後谷排水機場 - 河川施設
- 真言宗 西福寺
- 後谷八幡神社
- 八潮キリスト教会
- 南後谷第一幼児公園
- 南後谷第二幼児遊園
- 南後谷第二児童遊園 - 八潮市立資料館付近に立地
- 南後谷第三幼児公園 - 南後谷第二児童遊園に隣接
- 南後緑の広場 - 八潮市立資料館付近に隣接